# Illigera luzonensis
Illigera luzonensis là một loài thực vật có hoa trong họ Hernandiaceae. Loài này được (C. Presl) Merr. miêu tả khoa học đầu tiên năm 1904.